# Borsa di Lubiana
La Borsa di Lubiana (ufficialmente in sloveno: Ljubljanska borza) è una borsa valori situata a Lubiana, capitale della Slovenia. Si tratta dell'unica borsa valori dello stato e l'azionista è la borsa di Zagabria.

## Storia
L'attuale Borsa di Lubiana è stata fondata nel 1989. Esisteva però già tra il 1924 ed il 1942 una borsa valori nella città. Alla fine della seconda guerra mondiale il regime comunista di Tito ha bandito la borsa. Venne ristabilita solo nel 1989.